# Carola Wagner (Chemikerin)
Carola Wagner (geboren 8. Juli 1966) ist eine deutsche Chemikerin und Richterin. Sie ist seit 2015 Richterin am Bundespatentgericht in München.

## Beruflicher Werdegang
Carola Wagner schloss das Studium der Chemie an der Universität mit den Prüfungen zur Diplomchemikerin ab und promovierte.
Bei ihrer Ernennung zur Richterin kraft Auftrags am Bundespatentgericht war sie Regierungsdirektorin, seit dem 5. März 2015 ist sie Richterin am Bundespatentgericht. Dort sind mehrheitlich naturwissenschaftlich ausgebildete Richter tätig.
Seit 2015 ist Carola Wagner an diesem Gericht weiteres technisches Mitglied in einem Technischen Beschwerdesenat.